# 1205
1205 (MCCV) je bilo navadno leto, ki se je po julijanskem koledarju začelo na soboto.

## Dogodki

### Rimsko-nemško cesarstvo
- 6. januar - Nemški štaufovski kralj Filip Švabski se da ponovno kronati za kralja. Tokrat kronanje po pravilih izvrši kölnski nadškof Adolf I. iz Altene.
- 4. julij - Umrlega brandenburškega mejnega grofa Otona II. nasledi Albert II.
- 19. julij - Papež Inocenc III. razreši in izobči kölnskega nadškofa Adolfa iz Altene, ki je kronal FIlipa Švabskega za nemškega kralja.
- 25. julij - Za novega kölnskega škofa papež nastavi Bruna IV. iz Sayna.
- Umrlo burgundsko grofico Ivano I. nasledi njena mlajša sestra Beatrika II.

### Latinsko cesarstvo in ostanki Bizantinskega cesarstva
- V tem letu posamezni neodvisni križarski oddelki med prodiranjem proti jugu Grčije ustanovijo naslednje neodvisne državne tvorbe, vazalno vezane na Latinsko cesarstvo via Solunsko kraljestvo:
  - Triarhijo Negropont, ki zaobsega otok Evbojo. Solunski kralj Bonifacij Montferraški izloči iz kraljestva v fevd prijatelju. Po njegovi smrti otok odkupijo trije lombardski plemiči iz Verone in si oblast na otoku razdelijo na tri dele. 1209 ↔
  - Vojvodino Atene, ki jo na ozemlju Beocije in Atike ustanovi burgundski vitez Otto de la Roche. Za sedež vojvodine izbere atensko Akropolo. 1260 ↔
  - Kneževino Ahajo: viteza Vilijem Champlittski in Godfrej I. Villehardouinski osvojita Peloponez z razmeroma majhnimi silami 600 vojščakov, od tega 100 vitezov. V bitki v kunduroškem oljčnem gaju porazita več tisočglavo, a neizurjeno grško lokalno vojsko. Osvajanje grških trdnjav je težje in traja tudi več let. Viteza razdelita osvojeni Peloponez med svoje vojščake, ki jih s tem povzdigneta v barone, med cerkev in viteške redove.
  - Egejsko vojvodino: 1207 ↔
  - Poleg teh vazalnih držav Benečani po grških otokih ustanavljajo kolonije, ki so podrejene neposredno Benetkam. Hkrati si podredijo še mesto Dubrovnik.
- zima - Križarsko Latinsko cesarstvo nadaljuje ofenzivo proti maloazijskemu ostanku Bizantinskega cesarstva. Nadaljnje uspehe preprečijo aktivnosti Bolgarov v Trakiji. Glaven izplen križarjev je zavzetje pristanišča Adramyttium. ↓
- → Poleg grožnje Latinov ima novi vladar Nikeje Teodor Laskaris opraviti še z notranjo nevarnostjo. Za prevlado nad maloazijskim delom cesarstva se potegujejo še David Komnen, Manuel Komnen Maurozom in Teodor Mangaf.
  - Manuel Maurozom ima močno zaslombo v seldžuškem pretendentu Kejhosrovu I. iz Sultanata Rum. Skupaj s prestola odstranita sultana Kilidž Arslana III.. Kejhosrovu I. postane s tem novi sultan ikonijskih Seldžukov.
  - David Komnen izreče zvestobo latinskemu cesarju, ki mu potem da na razpolago majhno vojsko.
  - Teodor Mangaf, guverner Filadelfije, je že leta ← 1188 poskušal postati cesar.

- Solunski kralj Bonifacij I. Montferraški se poroči z bizantinsko cesarico-vdovo Margareto Ogrsko, soprogo Izaka II. Angela.
- 19. marec - Bitka pri Adramyttiumu: križarji hudo porazijo vojsko nikejskega socesarja Konstantina Laskarisa, ki je najverjetneje ubit v boju. Nekateri viri poročajo, da je v tej bitki šlo za poraz Teodorja Mangafa. Ta naj bi bitko preživel, le da ga je še istega leta odstranil Teodor Laskaris.
- 29. marec → Križarji pričnejo z obleganjem Adrianonopla.↓
- → Bizantinska aristokracija v Trakiji ponudi svojo zvestobo bolgarskemu carju Kalojanu, ki intervenira.↓
- 14. april → Bitka pri Adrianoplu: uničujoč poraz križarske vojske s strani bolgarskega carja Kalojana in zavezniških Kumanov. V bitki umre bloiški grof Ludvik I., ki je križarsko vojsko nevede spravil v bolgarsko zasedo. Hkrati Bolgari ujamejo latinskega cesarja Baldvina I., ki umre v ujetništvu nekaj mesecev kasneje.
  - Čez leto še nekajkrat premaga križarje v manjših bitkah in zavzame večino Trakije. Pri tem je tako uspešen, da prevzame nadimek "Klavec Romanov".
- 21. junij - Visoka starost 98 let in vojaški napori zdelajo beneškega doža Enrika Dandola, enega glavnih "krivcev" za diverzijo križarske odprave s Svete dežele na Bizantinsko cesarstvo.
- poletje - Nikejski cesar Teodor I. Laskaris v ločenih spopadih premaga najprej latinsko vojsko Davida Komnena in nekaj dni kasneje še turško vojsko Manuela Maurozoma.
- december - Usmrtitev bivšega bizantinskega cesarja Alekseja V. Dukasa. Potem ko so mu križarji sodili za umor marionetnega cesarja Alekseja IV. Angela, ga pahnejo v smrt s Teodozijevega stolpa.

### Ostalo
- 1. april - Ciprskega/jeruzalemskega kralja Amalrika II. Lusignanskega pokonča griža, ko se zastrupi s pokvarjenimi ciplji. Štiri dni kasneje (5. april) umre še kraljica Izabela I. Jeruzalemska, ki jo je poleg moževe smrti še huje prizadela izguba štiriletnega sina. 
  - Ciper podeduje po Amalrikovi liniji njegov sin Hugo I. Lusignanski, Jeruzalemsko kraljevino nasledi Marija Montferraška, najstarejša hčerka Izabele iz drugega zakona s Konradom Montferraškim.
- 14. april - Umrlega bloiškega grofa Ludvika I., ki je padel v bitki pri Adrianoplu, nasledi sin Teobald VI.
- 7. maj - Po smrti šestletnega madžarskega kralja Ladislava III., ki je umrl na Dunaju v varstvu matere Konstance Aragonske kot begunec, prevzame oblast njegov samodržni regent in stric Andrej II.
- 14. junij - Valter III., grof Brienna, knez Taranta in titularni sicilski kralj, umre zaradi rane zadane v bitki z Nemci nekaj dni prej. Francosko grofijo Brienne nasledi sin Valter IV. ne pa tudi posesti v Mezzogiornu, ki ponovno pripadejo mladoletnemu nemškemu sicilskemu kralju Frideriku I.
- 13. julij - Umrlega canterburyjskega nadškofa Huberta Walterja nasledi namestnik Reginald, katerega imenovanje papež Inocenc III. zavrne.
- 5. avgust - Za novega beneškega doža je izvoljen Pietro Ziani, 43. beneški dož po seznamu.
- 14. oktober - V eni od nepomembnih dinastičnih bitk umre kijevski vladar Roman Veliki, ki je iz Galicije vladal več kot polovici Kijevske Rusije.
- jesen - Vojna kastiljskega kralja Alfonza VIII., ki je zahteval doto, proti angleški Gaskonji. 1206 ↔
- Mladi vojščak in sin trgovca Frančišek ponovno doživi večjo vizijo, začuti klic Boga in se preda uboštvu. Ne pomagajo niti batine očeta, niti zasmehovanje bivših kompanjonov. 1206 ↔
- Litva: v boju z nemškimi križarji umre Žvelgaitis, prvi poimensko znani litovski vojvoda.
- Lotarinški vojvoda Zgornje Lorene Simon II. abdicira v korist mlajšega brata Friderika I. 1206 ↔
- Ifrikija: almohadski guverner Muhamad Abu Hafs izbriše iz Tunisa zadnji ostanek balearskih Almoravidov.
- Mongolija: Temudžin začne z napadom na kitajsko cesarstvo Zahodna Xia. 1206 ↔

## Rojstva
- 10. julij - Hodžo Masamura, japonski šogun († 1273)
- 5. november - as-Salih Ajub, sultan Egipta in emir Damaska († 1249)

Neznan datum
- Adolf IV., grof Holsteina in Schauenburga († 1261)
- Azzo VII d'Este, markiz Ferrare († 1264)
- Batu kan, mongolski kan Zlate horde († 1255)
- Beatrika Savojska, provansalska grofica († 1266)
- Dimitrij Montferraški, kralj Soluna († 1230)
- Gvido I. de la Roche, vojvoda Aten († 1263)
- Janez iz Vercellija, general dominikancev († 1283)
- papež Hadrijan V. († 1276)
- Konrad iz Hochstadena, kölnski nadškof († 1261)
- cesar Lizong, dinastija Južni Song († 1264)
- Razia Sultana, vladarka delhijskega sultanata († 1240)
- Rogerij iz Apulije, italijanski kronist, splitski nadškof († 1266)
- Teodorik Borgognoni, italijanski kirurg († 1298)
- Valter IV. Briennski, grof Brienna, križar († 1246)
- Venčeslav I. Češki, češki kralj († 1253)
- Walter Merton, angleški kancler, škof Rochesterja († 1277)

## Smrti
- 19. marec - Konstantin XI. Laskaris, bizantinski cesar (* 1170)
- 1. april - Amalrik II., ciprski in jeruzalemski kralj (* 1145)
- 5. april - Izabela I. Jeruzalemska, jeruzalemska in ciprska kraljica (* 1172)
- 14. april - Ludvik I., bloiški grof (* 1172)
- 7. maj - Ladislav III., madžarski kralj (* 1201)
- 14. junij - Valter III., grof Brienna
- 21. junij - Enrico Dandolo, 41. beneški dož, voditelj 4. križarskega pohoda (* 1107)
- 4. julij - Oton II., brandenburški mejni grof (* 1147)
- 13. julij - Hubert Walter, canterburyjski nadškof (* 1160)
- 14. oktober - Roman Veliki, kijevski veliki knez (* 1152)
- december - Aleksej V. Dukas, bizantinski cesar

Neznan datum
- Balduin I., latinski cesar Konstantinopla, grof Flandrije in Hainauta (* 1172)
- Ivana I., burgundska grofica (* 1191)
- Nikolaj iz Verduna, francoski zlatar in oblikovalec (* 1130)
- Sibila Sicilska, sicilska kraljica, regentinja (* 1153)
- Fudživara Takanobu, japonski slikar (* 1142)
- Žvelgaitis, litvanski vojvoda